# Royal Fleet Auxiliary

Bandiera di guerra della Royal Fleet Auxiliary

La Royal Fleet Auxiliary (RFA) è una flotta del Naval Service equipaggiata da civili e gestita dal Ministry Of Defence (MOD) britannico. Le navi vengono equipaggiate con personale civile e il suo comandante civile (master) viene affiancato da un comandante militare. Il suo scopo è quello di affiancare le navi combattenti della Royal Navy nelle operazioni su scala locale e mondiale con rifornimenti di materiale, munizioni e combustibile. Altre navi facenti parte della RFA sono le navi da sbarco, come le LSD (Landing ship dock) della classe Bay da 16.000 t.

## Organizzazione

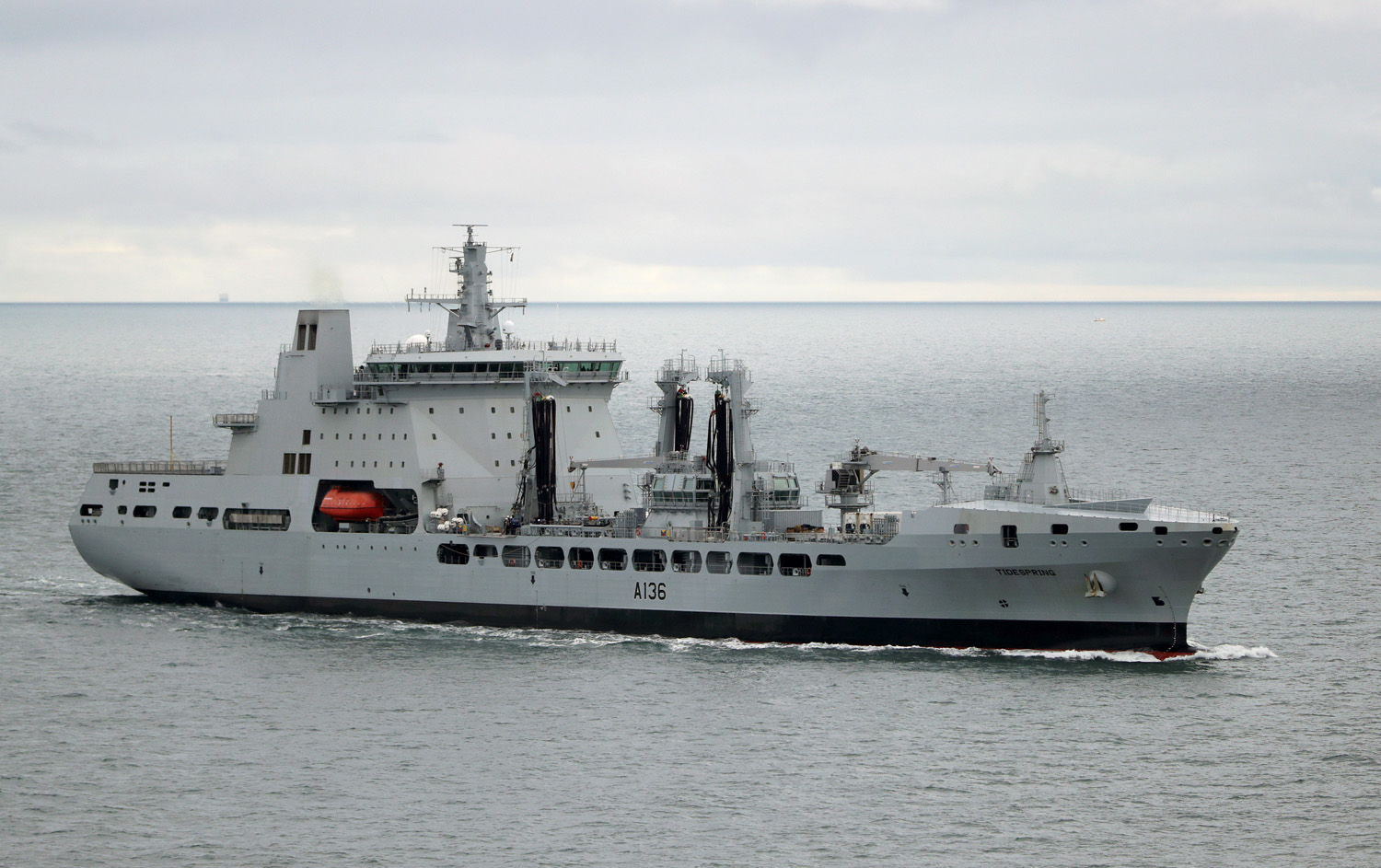
La RFA Tidespring (A136), un classe MARS di squadra

Le navi sono gestite con fondi esterni al bilancio della difesa e il commodoro comandante della RFA risponde direttamente al Royal Navy Commander-in-Chief Fleet (CINCFLEET).
A tutto il 2021, vi sono 11 navi in servizio con la Royal Fleet Auxiliary. Inoltre, ulteriori 6 navi da trasporto della classe Point sono disponibilial MoD sotto una Private Finance Initiative (una sorta di iniziativa comune pubblico-privato) a lungo termine. il tonnellaggio totale della RFA è di circa 290,000 tonnellate. Il dislocamento delle 6 navi della classe Point è di circa 140.000 t. Nel febbraio 2012 venne annunciato che la classe MARS di petroliere era stata ordinata dal MoD.